# Rue Dos-Fanchon
La rue Dos-Fanchon est une rue de Liège (Belgique) située dans le quartier d'Outremeuse.

## Odonymie
La rue tire son nom de l'ancienne île Dos-Fanchon, une île qui était située entre la rive droite de la Meuse, le bief ou biez du Barbou et le biez de la Gravioule. Ces deux biefs furent comblés vers 1876, le biez de la Gravioule devenant grosso modo la rue Curtius et celui du Barbou le boulevard de la Constitution. Cette île qui devait son nom à la famille de Fanchon était quasiment inhabitée avant le XIXe siècle. Elle était un lieu de promenade pour les Liégeois. Le terme Dos provient de Dorsum désignant un pré qui longeait un cours d'eau. Le Longdoz, autre quartier de Liège, a la même origine étymologique.

## Situation et description
Cette rue plate et rectiligne relie le quai Godefroid Kurth sur la rive droite de la Meuse au boulevard de la Constitution, mesure approximativement 163 mètres et compte une trentaine d'immeubles d'habitation. Elle applique un sens unique de circulation automobile du quai Godefroid Kurth vers le boulevard de la Constitution.

## Architecture
Une partie de la rue (côté pair) est occupée par la façade latérale droite de l'académie Grétry construite en 1905. La façade principale se situe sur le boulevard de la Constitution.
Le centre de transfusion sanguine de la Croix-Rouge sis au no 41 a été réalisé par l'architecte Charles Vandenhove de 1958 à 1967. Il s'agit d'un ensemble de volumes  de formes différentes dont une tour ronde.
L'immeuble situé aux nos 19/21 réalisé dans le style éclectique en briques blanches et bandeaux de briques vertes possède six panneaux de céramiques représentant des fleurs bleues stylisées tandis que la maison sise au no 6 présente quelques éléments relatifs à l'Art déco.

## Activités
Les bâtiments de la Croix rouge se situent au no 41 (voir ci-dessus).

## Voies adjacentes
- Quai Godefroid Kurth
- Rue Villenfagne
- Boulevard de la Constitution